# Chytonix melanochlora
Chytonix melanochlora är en fjärilsart som beskrevs av George Francis Hampson 1902. Chytonix melanochlora ingår i släktet Chytonix och familjen nattflyn. Inga underarter finns listade i Catalogue of Life.